# アヴィ・アラッド
アヴィ・アラッド（ヘブライ語: אבי ארד, 1948年8月1日 - ）は、イスラエル系アメリカ人の実業家、映画プロデューサーである。1990年代にトイ・ビズのCEOとなり、その後マーベル・エンターテインメントのチーフ・クリエイティブ・オフィサー、マーベル・スタジオの設立者兼CEOとなった。
2006年にマーベル・スタジオの役職を辞任し、自身の制作会社「アラッド・プロダクションズ」を設立した。

## 生い立ちと私生活
第一次中東戦争下のイスラエルで生まれ育つ。大学はアメリカ合衆国に渡ってホフストラ大学で学び、1972年に経営マネジメントの学士を取得した。
2003年7月3日にアメリカ合衆国市民権を獲得した。

### イスラエル軍によるガザ攻撃
元イスラエル軍兵士であることを誇りであると自負するアラッドは、イスラエルの軍事政策の支持を表明してきた。2024年には、ベンヤミン・ネタニヤフ首相を批判した米国民主党のチャック・シューマー上院議員を批判し、ガザ地区での停戦に反対の意を表明した
。

## フィルモグラフィ

### 映画
- Generation X (1996) テレビ映画、製作総指揮
- Nick Fury: Agent of Shield (1998) テレビ映画、製作総指揮
- ブレイド Blade (1998) 製作総指揮
- X-メン X-Men (2000) 製作総指揮
- ブレイド2 Blade II (2002) 製作総指揮
- スパイダーマン Spider-Man (2002) 製作総指揮
- デアデビル Daredevil (2003) 製作
- X-MEN2 X2 (2003) 製作総指揮
- ハルク Hulk (2003) 製作
- パニッシャー The Punisher (2004) 製作
- スパイダーマン2 Spider-Man 2 (2004) 製作
- ブレイド3 Blade: Trinity (2004) 製作
- 巨大怪物 マンシング Man-Thing (2005) 製作
- エレクトラ Elektra (2005) 製作
- ファンタスティック・フォー ［超能力ユニット］ Fantastic Four (2005) 製作
- X-MEN:ファイナル ディシジョン X-Men: The Last Stand (2006) 製作
- ゴーストライダー Ghost Rider  (2007) 製作
- スパイダーマン3 Spider-Man 3 (2007) 製作
- ファンタスティック・フォー:銀河の危機 Fantastic Four: Rise of the Silver Surfer (2007) 製作
- アイアンマン: 鋼の戦士 The Invincible Iron Man (2007) ビデオ映画、製作総指揮
- Bratz: The Movie (2007) 製作
- ブラックカーテン The Killing Floor (2007) 製作総指揮
- アイアンマン Iron Man (2008) 製作
- インクレディブル・ハルク The Incredible Hulk (2008) 製作
- ゴーストライダー2 Ghost Rider: Spirit of Vengeance (2012) 製作
- アメイジング・スパイダーマン The Amazing Spider-Man (2012) 製作
- Robosapien: Rebooted (2012) 製作
- アメイジング・スパイダーマン2 The Amazing Spider-Man 2 (2014) 製作
- ファンタスティック・フォー Fantastic Four (2015) 製作総指揮
- GAMBA ガンバと仲間たち Air Bound (2015) エグゼクティブ・プロデューサー
- ヴェノム Venom (2018) 製作
- スパイダーマン:スパイダーバース Spider-Man: Into the Spider-Verse (2018) 製作
- ヴェノム:レット・ゼア・ビー・カーネイジ Venom: Let There Be Carnage (2021) 製作
- アンチャーテッド Uncharted (2022) 製作
- モービウス Morbius (2022) 製作
- スパイダーマン:アクロス・ザ・スパイダーバース Spider-Man: Across the Spider-Verse (2023) 製作
- ボーダーランズ Borderlands (2024) 製作
- ヴェノム:ザ・ラストダンス Venom: The Last Dance (2024) 製作
- クレイヴン・ザ・ハンター Kraven the Hunter (2024) 製作

### テレビシリーズ
- King Arthur and the Knights of Justice (1993) 製作総指揮
- Double Dragon (1993) 製作総指揮
- The Bots Master (1993) 製作総指揮
- アイアンマン (1994 - 1996) 製作総指揮
- ファンタスティック・フォー (1994 - 1996) 製作総指揮
- スパイダーマン Spider-Man (1994) 製作総指揮
- 超人ハルク (1996) 製作総指揮
- Silver Surfer (1998) 製作総指揮
- スパイダーマン・アンリミテッド Spider-Man Unlimited (1999) 製作総指揮
- The Avengers: United They Stand (1999) 製作総指揮
- X-メン:エボリューション X-Men Evolution (2000) 製作総指揮
- ブレイド ブラッド・オブ・カソン Blade: The Series (2006) 製作総指揮
- パックワールド Pac-Man and the Ghostly Adventures (2013 - 2015) エグゼクティブプロデューサー